# Vicente Seguí
Vicente Seguí García, plus communément appelé Vicente Seguí, né le 13 décembre 1927 à Valence en Espagne, mort le 4 juin 1988 à Madrid, est un footballeur espagnol qui évoluait poste de milieu de terrain.
Il est, jusqu’à ce jour, le meilleur passeur décisif du Valence CF avec 103 passes en 309 matchs.

## Palmarès
- Champion d'Espagne en 1947 avec le Valence CF
- Vainqueur de la Coupe d'Espagne en 1949 et 1954 avec le Valence CF